# Robert Wagner (acteur)
Pour les articles homonymes, voir Robert Wagner et Wagner.
Robert Wagner, né le 10 février 1930 à Détroit (Michigan), est un acteur américain.
À la télévision, il est notamment connu du grand public pour son rôle de Jonathan Hart dans la série télévisée Pour l'amour du risque (1979-1984) avec sa complice Stefanie Powers, et au cinéma dans la série des films Austin Powers à partir de 1997 où il joue le « numéro deux » du docteur Denfer (Mike Myers).

## Biographie

### Jeunesse et débuts
Robert John Wagner Jr. (surnommé « RJ » par ses intimes, en références à ses prénoms) naît dans une famille aisée de Détroit dans le Michigan. Sa famille emménage à Los Angeles en Californie en 1937.
Aspirant à devenir acteur, il effectue plusieurs petits métiers liés à Hollywood, lui permettant notamment d'être caddie au golf pour le légendaire acteur hollywoodien Clark Gable. Il est remarqué par Henry Willson, un découvreur de talent, qui lui fait faire ses débuts d'acteur dans le film Années de jeunesse (1950).
Après plusieurs rôles insignifiants, sa carrière démarre vraiment après sa performance dans le film Un refrain dans mon cœur (1952) aux côtés de Susan Hayward. Il est alors embauché par les studios de la 20th Century Fox.

### Carrière

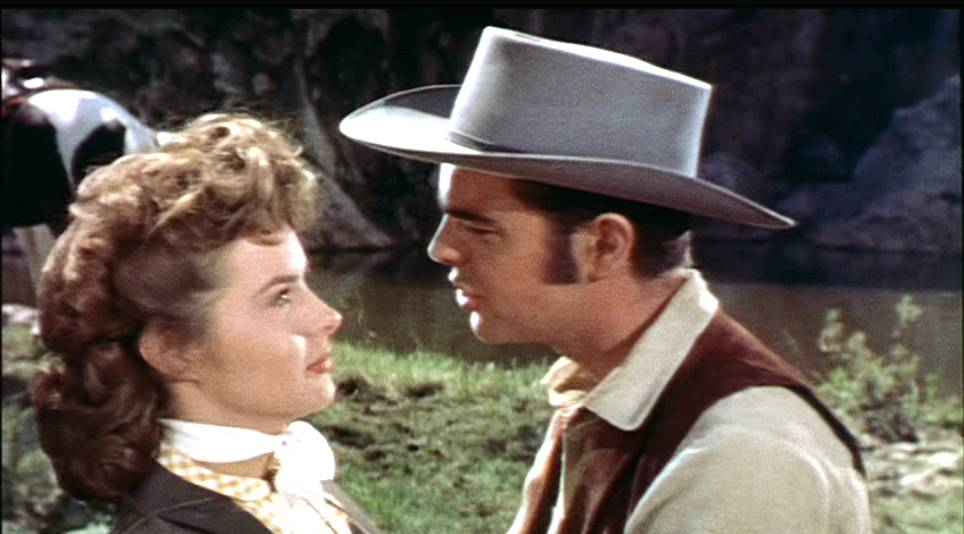
Robert Wagner et Jean Peters dans La Lance brisée (1954).

Robert Wagner tient alors les premiers rôles dans plusieurs films, comme Tempête sous la mer (1953) ou Prince Vaillant (1954). Il se lie d'amitié à l'époque avec l'acteur Clifton Webb avec lequel il apparaît dans Stars and Stripes Forever (1952) et Titanic (1953). Il est alors nommé aux Oscars. Wagner rompt à cette époque ses relations avec Henry Willson, quand l'homosexualité de celui-ci est révélée au grand jour, ainsi que celle de plusieurs des vedettes dont il avait lancé la carrière comme Rock Hudson et Tab Hunter.
Sa carrière cinématographique, bien que ralentie, n'est pas arrêtée. En 1962, il participe au tournage du film Le Jour le plus long.
En 1968, il commence une seconde carrière à la télévision. Durant deux ans, il joue le rôle d'Alexander Mundy, gentleman cambrioleur, dans la série Opération vol aux côtés de Fred Astaire. En 1972, il joue aux côtés de Bette Davis dans Madame Sin, le pilote d'une série qui ne voit finalement pas le jour.
Professionnellement, sa carrière télévisuelle fonctionne à plein régime et le cinéma lui offre le rôle de Dan Biguelow dans La Tour infernale. Côté télévision, il est coproducteur, avec Aaron Spelling, du pilote d'une nouvelle série intitulée Drôles de dames. Il participe durant toute la décennie 1970 à d'autres séries en tant qu'invité vedette (« guest-star »). On le voit notamment dans le téléfilm pilote Les Rues de San Francisco et aussi dans le rôle récurrent du major Phil Carrington dans la série Colditz (1972-1974).

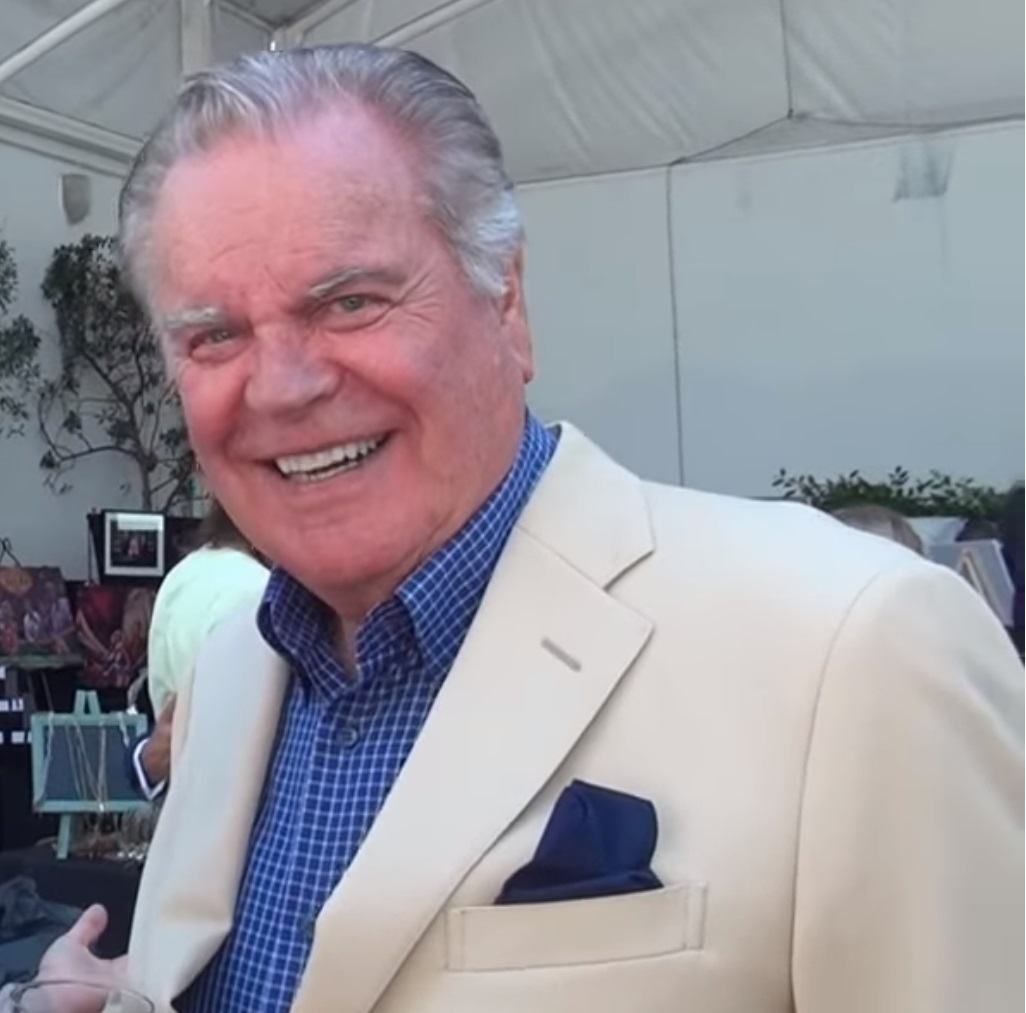
Robert Wagner en 2013.

De 1975 à 1978, il partage le premier rôle de la série Switch avec Eddie Albert. En 1979, il entame pour cinq ans, avec Stefanie Powers, la série Pour l'amour du risque où il tient le rôle principal de Jonathan Hart, le justicier milliardaire.
En 1989, Robert Wagner fait une apparition dans la mini-série Le Tour du monde en quatre-vingts jours, avec Pierce Brosnan et Jill St. John. Il joue le rôle de celui qui est confondu avec Philéas Fogg.
Il apparaît également dans la série des films Austin Powers à partir de 1997 où il joue le « numéro deux » du docteur Denfer.
En 2006, il joue le rôle du président James Garfield dans le film Netherbeast Incorporated (en).
En 2008, il apparaît dans un épisode de la série d'animation Simpson, « Goo Goo Gai Pan » (épisode 12 de la saison 16).
En 2009, il apparaît dans la série NCIS : Enquêtes spéciales où il joue le rôle d'Anthony DiNozzo Sr, père de l'agent DiNozzo (saisons 7 à 12). 

### Vie privée
La vie sentimentale tumultueuse de Robert Wagner inclurait les actrices Barbara Stanwyck, Joan Collins et Debbie Reynolds.
En 1956, il se lie avec une jeune actrice de 18 ans, Natalie Wood, qu'il épouse à Scottsdale, en Arizona le 28 décembre 1957 et avec qui il emménage à Beverly Hills. Mais la carrière cinématographique de Robert Wagner se ralentit. Il est concurrencé par un nouveau type d'acteur, aux traits plus virils, comme Marlon Brando et Paul Newman. De son côté, le contrat de Natalie Wood avec la Warner Bros. est suspendu pour quatorze mois à la suite de son refus de tourner un film en Angleterre. Le couple connaît alors des problèmes financiers puis conjugaux. Ils divorcent le 27 avril 1962 alors que Natalie Wood surprend Robert Wagner au lit avec son majordome anglais, David Cavendish. La fin de leur mariage sera faussement attribuée à une relation adultère de Wood avec l'acteur Warren Beatty. Natalie Wood ne dément pas et couvre Robert Wagner. 
Le 22 juillet 1963, Robert Wagner épouse l'actrice Marion Marshall (en). L'année suivante naît Katie Wagner. Le couple divorce en 1970. Le 16 juin 1972, il épouse en secondes noces Natalie Wood avec qui il a une fille, Courtney Brooke, née le 9 mars 1974.
En 1989, il fait une apparition dans la mini-série Le Tour du monde en quatre-vingts jours. À ses côtés, on aperçoit Jill St John, qu'il épouse le 26 mai 1990.
En 2006, sa fille Katie a un fils, nommé Riley Wagner-Lewis.
En septembre 2008, il publie son autobiographie intitulée Pieces of My Heart: A Life (Harper Entertainment), coécrite avec le biographe Scott Eyman.

## Disparition de Natalie Wood

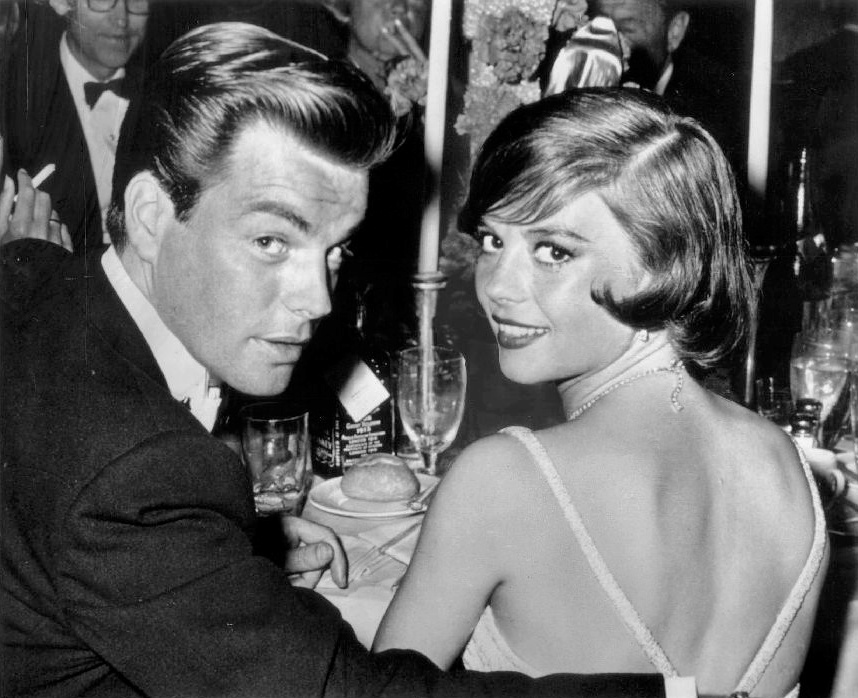
Robert Wagner et Natalie Wood en 1960.

Le 29 novembre 1981, Natalie Wood se noie au large de l'île Santa Catalina après avoir passé la soirée sur le yacht familial aux côtés de Robert Wagner et de l'acteur Christopher Walken. L’enquête conclura à une mort accidentelle. En novembre 2011, cette enquête sera brièvement rouverte, à la suite de l'apparition de nouveaux témoignages. Elle sera close début janvier 2012, sans que des éléments nouveaux soient vraiment portés au dossier. Il cesse tout contact avec sa belle-famille à la suite de l'autobiographie de sa belle-sœur, Lana Wood.
En juillet 2012, le site américain TMZ relance l'enquête autour de la mort de l'actrice et prétend que Robert Wagner est l'assassin de cette dernière, à la suite d'une violente dispute qui aurait mal tourné sous les yeux de Christopher Walken.
Le 2 février 2018, la police américaine désigne Robert Wagner, 87 ans, comme « personne d’intérêt », un statut juridique qui peut précéder une désignation formelle comme suspect. Cette décision s'appuie sur de nouveaux témoignages dans l'affaire du décès. Le capitaine du bateau accuse Wagner d'avoir trop attendu avant d’appeler les secours.
Le romancier Marin Ledun revient sur la noyade de Natalie Wood, dans son ouvrage No More Natalie.

## Filmographie

### Cinéma

#### Années 1950

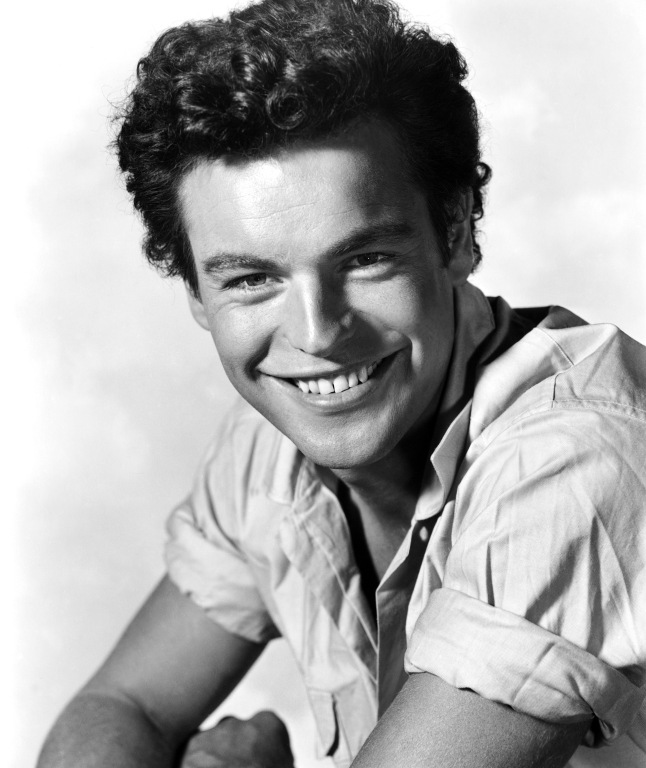
Photo promotionnelle de Robert Wagner dans Tempête sous la mer (1953).

- 1950 : Années de jeunesse (The Happy Years) de William A. Wellman : Adams
- 1950 : Okinawa (Halls of Montezuma) de Lewis Milestone : Pvt. Coffman
- 1951 : Les Hommes-grenouilles (The Frogmen) de Lloyd Bacon : Lt. Franklin
- 1951 : Chéri, divorçons (Let's Make It Legal) de Richard Sale : Jerry Denham
- 1952 : Un refrain dans mon cœur (With a Song in My Heart) de Walter Lang : G.I
- 1952 : Deux Durs à cuire (What Price Glory) de John Ford : Pvt. Lewisohn
- 1952 : La Parade de la gloire (Stars and Stripes Forever) de Henry Koster : Willie Little
- 1953 : Le Fouet d'argent (The Silver Whip) de Harmon Jones : Jess Harker
- 1953 : Titanic de Jean Negulesco : Giff Rogers
- 1953 : Tempête sous la mer (Beneath the 12-Mile Reef) de Robert D. Webb : Tony Petrakis
- 1954 : Prince Vaillant (Prince Valiant) de Henry Hathaway : prince Vaillant
- 1954 : La Lance brisée (The Broken Lance) de Edward Dmytryk : Joe Devereaux
- 1955 : La Plume blanche (White Feather) de Robert D. Webb : Josh Tanner
- 1956 : Baiser mortel (A Kiss Before Dying) de Gerd Oswald : Bud Corliss
- 1956 : Le Temps de la colère (Between Heaven and Hell) de Richard Fleischer : Sam Francis Gifford
- 1956 : La Neige en deuil (The Mountain) de Edward Dmytryk : Christopher « Chris » Teller
- 1957 : Jesse James, le brigand bien-aimé (The True Story of Jesse James) de Nicholas Ray : Jesse James
- 1957 : Espionnage à Tokyo (en) (Stopover Tokyo) de Richard L. Breen : Mark Fannon
- 1958 : Flammes sur l'Asie (The Hunters) de Dick Powell : Lt. Ed Pell
- 1958 : Le Temps de la peur (In Love and War) de Philip Dunne : Frank « Frankie » O'Neill
- 1959 : L'habit ne fait pas le moine (Say One for Me) de Frank Tashlin : Tony Vincent

#### Années 1960
- 1960 : Les Jeunes Loups (All the Fine Young Cannibals) de Michael Anderson : Chad Bixby
- 1961 : Le gang prend la mer (Sail a Crooked Ship) de Irving Brecher : Gilbert Barrows
- 1962 : Le Jour le plus long (The Longest Day) de Ken Annakin et Andrew Marton : un ranger U.S Army
- 1962 : L'Homme qui aimait la guerre (The War Lover) de Philip Leacock : Lt. Ed Bolland
- 1962 : Les Séquestrés d'Altona (I Sequestrati di Altona) de Vittorio De Sica : Werner von Gerlach
- 1963 : La Panthère rose (The Pink Panther) de Blake Edwards : George Lytton
- 1966 : Détective privé (Harper) de Jack Smight : Allan Taggert
- 1967 : Banning de Ron Winston : Mike Banning
- 1968 : La Bande à César (The Biggest Bundle of Them All) de Ken Annakin : Harry Price
- 1968 : Don't Just Stand There de Ron Winston : Laurence Colby
- 1969 : Virages (Winning) de James Goldstone : Luther Erding

#### Années 1970
- 1972 : Madame Sin de David Greene : Anthony Lawrence
- 1974 : La Tour infernale (The Towering inferno) de John Guillermin : Dan Bigelow
- 1976 : La Bataille de Midway (Midway) de Jack Smight : lieutenant commander Ernest L. Blake
- 1979 : Airport 80 Concorde (Concorde: Airport 79) de David Lowell Rich : Dr Kevin Harrison

#### Années 1980
- 1983 : L'Héritier de la Panthère rose (Curse of the Pink Panther) de Blake Edwards : George Lytton
- 1983 : I Am the Cheese, de Robert Jiras : Dr Brint

#### Années 1990
- 1991 : Délivrez-moi de l'enfer (False Arrest) de Bill L. Norton : Ron Lukezic
- 1993 : Dragon, l'histoire de Bruce Lee (Curse of the dragon) de Rob Cohen : Bill Krieger
- 1997 : Austin Powers (Austin Powers : International Man of Mystery) de Jay Roach : Numéro Deux
- 1997 : Sexcrimes (Wild Things) de John McNaughton : Tom Baxter
- 1998 : Something to Believe In de John Hough : Brad
- 1998 : Overdrive de Lev L. Spiro : Freddie
- 1999 : Dill Scallion de Jordan Brady : Mr. Llama
- 1999 : No Vacancy de Marius Balchunas : Mr Tangerine
- 1999 : Les Adversaires (Play it to the Bone) de Ron Shelton : Hank Goody
- 1999 : La Tête dans le carton à chapeaux (Crazy in Alabama) de Antonio Banderas : Harry Hall
- 1999 : Austin Powers 2 : L'Espion qui m'a tirée (Austin Powers 2 : the Spy Who Shagged Me) de Jay Roach : Numéro Deux
- 1999 : Forever Fabulous de Werner Molinsky : Lyle Devereaux Green

#### Années 2000
- 2001 : The Kidnapping of Chris Burden de Jason Sklaver : Chris Burden
- 2002 : Nancy & Frank - A Manhattan Love Story de Wolf Gremm : Curtis Sherman
- 2002 : Austin Powers dans Goldmember (Austin Powers 3 : Goldmember) de Jay Roach : Numéro Deux
- 2003 : Hollywood Homicide de Ron Shelton : lui-même
- 2003 : Sol Goode (en) de Danny Comden : le père de Sol
- 2004 : El Padrino (en) de Damian Chapa : Paul Fisch
- 2005 : Chouette (Hoot) de Wil Shriner : Maire Grandy
- 2007 : Netherbeast Incorporated (en) de Dean Matthew Ronalds : président James Garfield
- 2007 : A Dennis the Menace Christmas de Ron Oliver : Mr. George Wilson
- 2007 : Man in the Chair de Michael Schroeder : Taylor Moss
- 2008 : Prism : Chief Briggs
- 2009 : L'Étalon sauvage (en) (The Wild Stallion) de Craig Clyde : Novak

#### Années 2010
- 2010 : Célibataires et en cavale (Life's a Beach) de Tony Vitale : Tom Wald
- 2011 : Mafia: Farewell to the Godfather : le président italien
- 2012 : Mafia: The Revenge of Maximilian : le président italien
- 2014 : Very Bad Games (The Hungover Games) de Josh Stolberg : Liam
- 2016 : Thirty Nine de Josh Evans : Father
- 2017 : Seven Sisters de Tommy Wirkola : Charles Benning

### Télévision

#### Années 1960
- 1967 : How I spent My summer Vacation (téléfilm) : Jack Washington
- 1968-1970 : Opération vol (It takes a thief) (série télévisée) : Alexander Mundy

#### Années 1970
- 1970-1971 : Les Règles du jeu (The Name of the Game) (série télévisée) : Dave Corey / Nick Freitas
- 1971 : Le meurtre du funiculaire (Crosscurrent puis The Cable Car Murder dans sa version écourtée) (téléfilm) : Howard McBride
- 1971 : La Cité sous la mer (City Beneath the Sea) (téléfilm) : Brett
- 1972 : Les Rues de San Francisco (The Streets of San Francisco) (série télévisée) - épisode Pilote : David J. Farr
- 1972 : Killer by Night (téléfilm) : Dr Larry Ross
- 1972-1974 : Colditz (série télévisée) : Lt. Phil Carrington
- 1973 : The Affair (en) (téléfilm) : Marcus Simon
- 1975 : L'enquête de Monseigneur Logan (The Abduction of Saint Anne) (téléfilm) : Dave Hatcher
- 1975-1978 : Switch (série télévisée) : Pete T. Ryan
- 1976 : La Chatte sur un toit brûlant (Cat on a Hot Tin Roof) (téléfilm) : Brick
- 1978 : Pearl (série télévisée) : cap. Cal Lankford
- 1978 : The Critical List (téléfilm) : Dr Nick Sloan
- 1979-1984 : Pour l'amour du risque (Hart to Hart) (série télévisée) : Jonathan Hart

#### Années 1980
- 1983 : To Catch a King de Clive Donner (téléfilm) : Joe Jackson
- 1985-1987 : Le Gentleman Mène l'Enquête (Lime Street) (série télévisée) : James Grayson Culver
- 1986 : Une vie de star (téléfilm) : Ben Nichols
- 1987 : La Rançon mexicaine (Love Among Thieves) (téléfilm) : Mike Chambers
- 1988 : Windmills of the Goods (téléfilm) : Mike Slade
- 1988 : Indiscreet (téléfilm) : Philip Adams
- 1989 : Le tour du monde en 80 jours (série télévisée) : Alfred Bennett

#### Années 1990
- 1991 : This Gun for Hire (téléfilm) : Raven
- 1991 : False Arrest (téléfilm) : Ron Lukezic
- 1992 : Jewels (téléfilm) : Charles Davenport
- 1993 : Les Audacieux (Deep Trouble) (téléfilm) : Charles Madigan
- 1993 : Hart to Hart Returns (téléfilm) : Jonathan Hart
- 1994 : Hart to Hart: Home is Where the Hart is (téléfilm) : Jonathan Hart
- 1994 : Hart to Hart: Crimes of the Hart (téléfilm) : Jonathan Hart
- 1994 : North and south Book III (télésuite) : Cooper Main
- 1995 : Hart to Hart: Secrets of the Hart (téléfilm) : Jonathan Hart
- 1995 : Hart To Hart: Two Harts in 3/4 Time (téléfilm) : Jonathan Hart
- 1995 : Cybill (série télévisée) : Jonathan Hart
- 1996 : Hart to Hart: Harts in High Season (téléfilm) : Jonathan Hart
- 1996 : Hart to Hart: Till Death Do Us Heart (téléfilm) : Jonathan Hart
- 1997 : Seinfeld (série télévisée) : Dr Abbott
- 1999 : Fatal Error (téléfilm) : Albert Teal

#### Années 2000
- 2000 : Rocket's Red Glare (téléfilm) : Gus Baker
- 2000 : Becomming Dick (téléfilm) : Edward
- 2001 : Petits chiots pour grande famille (The Retrievers) (téléfilm) : Durham Haysworth
- 2003 : Roman Noir (Mystery Woman) (téléfilm) : Jack Stenning
- 2003 : A Screwball Homicide (téléfilm) : Sheldon Bennett
- 2003-2006 : La Star de la famille (Hope & Faith) (série télévisée) : Jack Fairfield
- 2005 : La Vengeance de la momie (The Fallen Ones) (téléfilm), de Kevin VanHook : Morton
- 2005 : Cyclone Catégorie 7 : Tempête mondiale (Category 7: The End of the World) (téléfilm) : sén. Ryan Carr
- 2006 : Las Vegas (série télévisée) : Alex Avery (invité S3-E19)
- 2006 : Boston Justice (Boston Legal) (série télévisée) : Barry Goal
- 2007 : Les Arnaqueurs VIP (Hustle) (série télévisée) : Anthony Westley
- 2008 : Mon oncle Charlie (Two and a Half Men) (série télévisée) : Teddy

#### Années 2010
- 2010-2019 : NCIS (série télévisée) : Anthony DiNozzo Sr. (saisons 7 à 16)[3]
- 2014 : Hot in Cleveland (série télévisée) : Jim

## Voix françaises
| - Dominique Paturel (*1931 - 2022) dans : - Opération vol (série télévisée) - Colditz (série télévisée) - Madame Sin - Switch (série télévisée) - Pour l'amour du risque (série télévisée) - L'Héritier de la Panthère rose - Nord et Sud (mini-série) - Le Tour du monde en quatre-vingts jours (mini-série) - Plaidoyer une victime (téléfilm) - Un crime dans la tête - Dragon, l'histoire de Bruce Lee - Pour l'amour du risque : Le Retour (téléfilm) - Pour l'amour du risque : Une curieuse petite ville (téléfilm) - Pour l'amour du risque : Coup de théâtre (téléfilm) - Pour l'amour du risque : L'Île du danger (téléfilm) - Pour l'amour du risque : Secrets de famille (téléfilm) - Cybill (série télévisée) - Austin Powers - Seinfeld (série télévisée) - Sexcrimes - La Tête dans le carton à chapeaux - Austin Powers 2 : L'Espion qui m'a tirée - Les Adversaires - Fatal Error (téléfilm) - Austin Powers dans Goldmember - Cyclone Catégorie 7 : Tempête mondiale (téléfilm) - Les Arnaqueurs VIP (série télévisée) - Mon oncle Charlie (série télévisée) - NCIS : Enquêtes spéciales (série télévisée) | - Michel François (*1929 - 2010) dans : - La Lance brisée - Le Temps de la colère - Jesse James, le brigand bien-aimé - Flammes sur l'Asie - Michel Le Royer (*1932 - 2022) dans : - L'Homme qui aimait la guerre - La Panthère rose - Jean-Claude Michel (*1925 - 1999) dans : - La Tour infernale (1er doublage) - L'Homme qui tombe à pic (série télévisée) - Bernard Woringer (*1931 - 2014) dans : - La Bande à César - Airport 80 Concorde Et aussi - Hubert Noël (*1924 - 1987) dans Titanic - Jean Piat (*1924 - 2018) dans Prince Vaillant - Jean Claudio (*1927 - 1992) dans La Neige en deuil - Philippe Mareuil (*1926 - 2016) dans Le Jour le plus long - Marc Cassot (*1923 - 2016) dans Détective privé - Jean Fontaine (*1929 - 2011) dans La Bataille de Midway - Jérôme Keen dans La Tour infernale (2e doublage) - Pierre Laurent dans Les Simpson (série d'animation - voix) |